# Ujsoły
Ujsoły is een dorp in het Poolse woiwodschap Silezië, in het district Żywiecki. De plaats maakt deel uit van de gemeente Ujsoły.

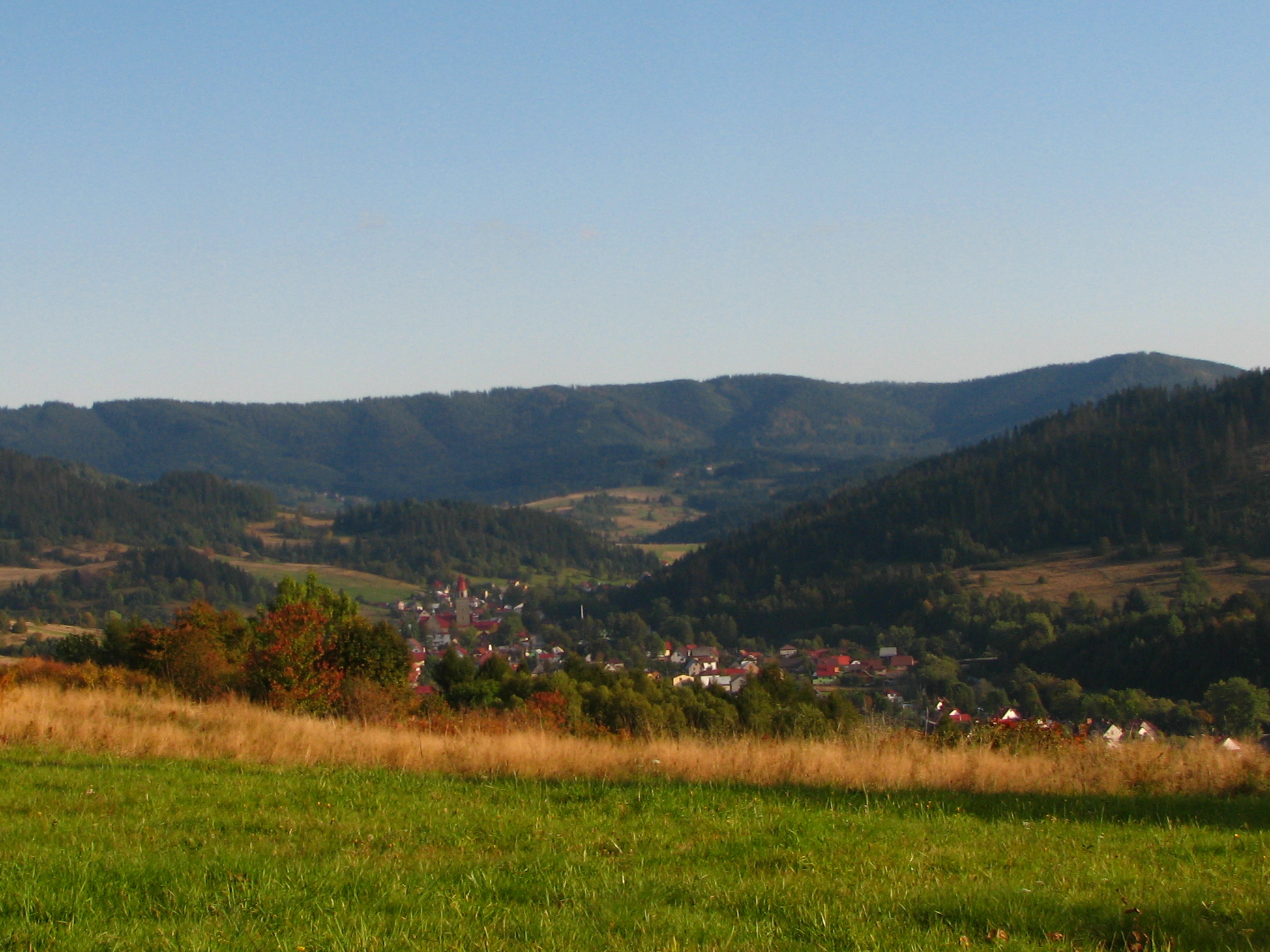